# 2857 NOT
2857 NOT (1942 DA) là một tiểu hành tinh vành đai chính do Liisi Oterma phát hiện tại Turku ngày 17.2.1942.